# Deutzia rehderiana
Deutzia rehderiana är en hortensiaväxtart som beskrevs av Camillo Karl Schneider. Deutzia rehderiana ingår i släktet deutzior, och familjen hortensiaväxter. Inga underarter finns listade i Catalogue of Life.